# 남양주군 (선거구)
남양주군은 대한민국의 옛 국회의원 선거구이다. 당시 경기도 남양주군을 관할했다.

## 역사
대한민국 제13대 국회의원 선거를 앞두고 남양주군·양평군 선거구에서 분리되어 신설되었다. 
1989년 1월 1일, 남양주군 미금읍이 미금시로 승격되었다. 이에 대한민국 제14대 국회의원 선거를 앞두고 미금시·남양주군 선거구로 개편되었다.

## 역대 국회의원
| 선거   | 정당 | 정당       | 의원   |
| ------ | ---- | ---------- | ------ |
| 1988년 |      | 민주정의당 | 이성호 |

## 역대 선거 결과

### 대한민국 제13대 국회의원 선거
|  | 39.87% |

|  | 31.86% |

|  | 13.45% |

|  | 10.03% |

|  | 4.77% |